# وریستور

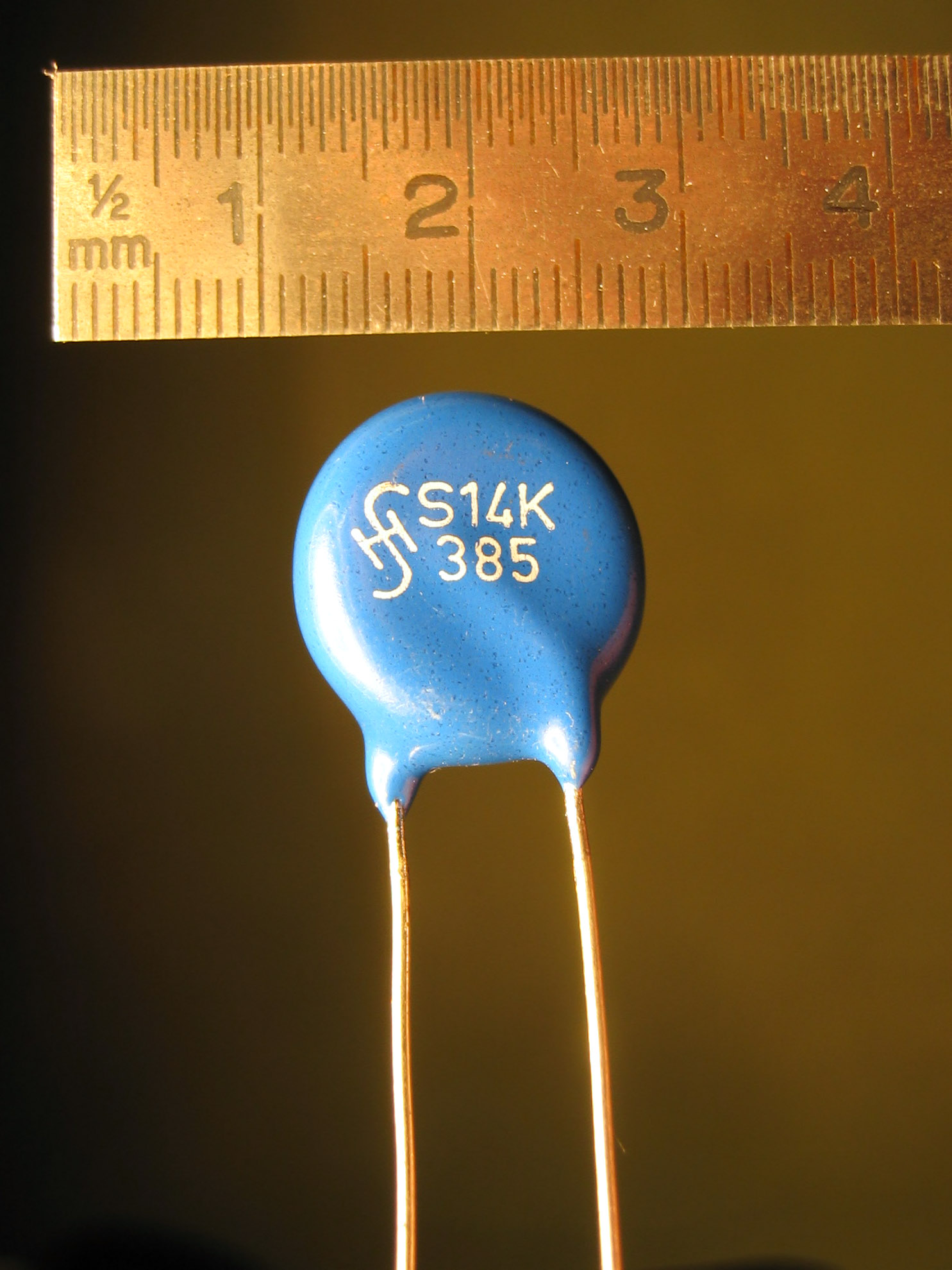
یک وریستور اکسید فلزی ۳۸۵ ولت.

وَریستورها که به عنوان مقاومت‌های وابسته به ولتاژ (Voltage Dependent Resistors) از آنها یاد می‌شود، قطعات الکتریکی هستند که وظیفه اصلی‌شان حفاظت از مدارهای الکترونیکی و سیستم‌های قدرت توسط جذب انرژی اضافی و تنظیم مقادیر ناخواسته ولتاژهای زودگذر (ناپایدار) است.
ولتاژهای سریع و گذرا در نیروگاه‌ها و پست‌های قدرت یا مدارهای الکترونیکی می‌تواند ناشی از رعد و برق یا کلیدزنی قطع و وصل خواسته یا ناخواسته یا در مدارهای الکترونیکی حساس می‌تواند ناشی از تخلیه الکتریسیته ساکن جمع شده در بدن انسان باشد که وریستورها بدون خراب شدن می‌توانند به طور مکرر عمل تنظیم و محدود کردن این گونه ولتاژهای ناپایدار و زودگذر را انجام دهند.
قدیمی‌ترین این وسایل، یکسوکننده‌های سلنیومی می‌باشند که به طور وسیع در سیستم‌های قدیمی تلفن و دیگر دستگاه‌ها برای جلوگیری از ولتاژهای غیرعادی و ناپایدار به کار می‌رفته‌اند. با پیشرفت دانش فنی، این گونه وسایل با سیستم‌های تک بلور سیلیسیم و از طریق دیودهای زنری برای کاربردهای ولتاژ پایین و انواع چند بلوره کاربید سیلیسیم و اکسید روی برای کاربردهای ولتاژ بالا، جایگزین شدند.
تحقیقات برای ساخت وریستورهای اکسید روی برای اولین بار در سال ۱۹۶۵ در شرکت ماتسوشیتای ژاپن توسط گروه پژوهشی م. ماتساکا (M.Matsaka) آغاز شد که در نهایت منجر به کشف و ساخت وریستورهای پایه اکسید روی در سال ۱۹۶۸ گردید. به علت مقاومت غیرخطی بالای این وریستورها پژوهش در مورد افزایش کارایی و حل مشکلات این قطعات گسترده‌تر نیز شده و در طی سال‌های ۱۹۶۸ تا ۱۹۸۸ مشکلات طراحی با وریستورهای اکسید روی به تدریج حذف گردید.